# Stéphane Dasse
Stéphane Agbre Dasse(Bingerville, 5 de julho de 1989) é um futebolista burquiense que atua como zagueiro. Mede 1,80 cm e pesa 70 kg. Ele nasceu na Costa do Marfim, mas quando criança se mudou para Burkina Faso,assim se naturalizando burquiense.

## Carreira
Stéphane formou-se nas camadas jovens do FC Porto. na temporada de 2007/2008 subiu á equipa sénior. Na temporada a seguir (2008/2009) foi emprestado ao SC Olhanense.Em 2009/2010 passou a ser jogador do SC Olhanense. Em 2010/2011 foi emprestado pelo SC Olhanense ao FC Penafiel.